# Costilla County
Costilla County är ett administrativt område i delstaten Colorado, USA. År 2010 hade countyt 3 524 invånare. Den administrativa huvudorten (county seat) är San Luis. 

## Geografi
Enligt United States Census Bureau så har countyt en total area på 3 187 km². 3 178 km² av den arean är land och 9 km² är vatten.

### Angränsande countyn
- Huerfano County, Colorado - nordöst
- Las Animas County, Colorado - öst
- Colfax County, New Mexico - sydöst
- Taos County, New Mexico - syd
- Conejos County, Colorado - väst
- Alamosa County, Colorado - nordväst